# Reidar Sandal

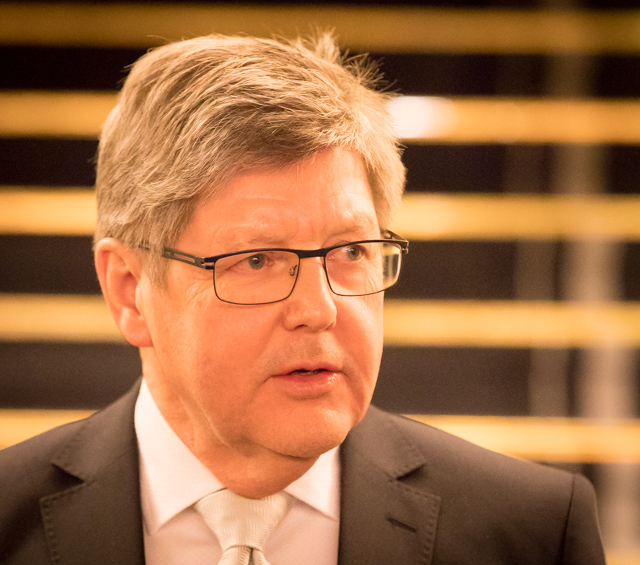
Reidar Sandal (2017)

Reidar Sandal (* 24. März 1949 in Vågsøy) ist ein norwegischer Politiker der Arbeiderpartiet (Ap). Er war von 1995 bis 1997 Kirchen-, Bildungs- und Forschungsminister seines Landes.

## Politischer Werdegang
Sandal war zwischen 1969 und 1970 Vorsitzender der Jugendorganisation Arbeidernes Ungdomsfylking (AUF) in der Provinz Møre og Romsdal. Von 1974 bis 1975 führte er die AUF an der Universität Bergen an. Er saß von 1983 bis 1990 im Fylkesting der Provinz Sogn og Fjordane. 
Bei den norwegischen Parlamentswahlen 1989, 1993 und 1997 wurde Reidar Sandal jeweils nur erster Vararepresentant von Sogn og Fjordane. Er war also jeweils der in der Parteiliste seiner Provinz am höchsten platzierte Kandidat, der den Einzug ins norwegische Parlament Storting nicht schaffte. Von Oktober 1990 bis Dezember 1995 war er allerdings trotzdem Abgeordneter im Parlament, da er dort den damaligen Minister Kjell Opseth vertrat. In der Zeit zwischen Oktober 1993 und Dezember 1995 war er sogar stellvertretender Vorsitzender des Parlaments, obwohl er nur als Vertreter im Parlament saß.
Am 22. Dezember 1995 wurde er zum Minister im Ministerium für Kirche, Bildung und Forschung ernannt. Er übte das Amt bis zum 17. Oktober 1997 aus.
Sowohl 2001 als auch im Jahr 2009 schaffte er den direkten Einzug in das Storting. In seiner letzten Legislaturperiode war Sandal von Oktober 2005 bis September 2009 Teil des Fraktionsvorstandes. Er leitete zudem zwischen Dezember 2006 und September 2009 den Finanzausschuss.

## Sonstige Tätigkeiten
Sandal war von 2010 bis 2014 Vorstandsvorsitzender von Innovasjon Norge, der nationalen Entwicklungsbank Norwegens. Von 2010 bis 2017 war er Aufsichtsratsvorsitzender der Zentralbank Norges Bank.